# 魯冰花 (電視劇)
《魯冰花》是台灣客家電視台連劇劇，2006年拍攝播出，共21集。

## 開拍
《魯冰花》是台灣小說家鍾肇政在1961年於《聯合報》刊載的小說，並於1989年由楊立國導演、吳念真改編成電影，電影上映時感動無數台灣民眾，主題曲也成為歌手曾淑勤的代表作品之一。
2006年，台灣以客家族群為主的客家電視台，因為作者鍾肇政為桃園市客家人，故事背景皆發生於客家庄，決定拍攝《魯冰花》電視版，全劇皆以各角色母語的客家語或台灣原住民語拍攝。因劇情需要大量客家籍及原住民演員，客家電視台於五月開始徵選通曉客家語及原住民語的童星。
2006年8月30日，全劇正式於新埔鎮開拍，並邀請原著作者鍾肇政到場致詞，現場並表示，當年《魯冰花》拍成電影時心中很感動，但也有些許遺憾，因為不是客家語發音。他期盼《魯冰花》拍成電視劇後，讓更多的客家鄉親有所感動。

## 演員
| 演員   | 角色   | 年齡 | 備註                                 |
| 吳中天 | 郭雲天 | 23歲 | 美術系畢業，國小四年級代課老師。     |
| 鍾欣怡 | 林雪芬 | 22歲 | 音樂老師，國小六年級導師。           |
| 吳 軍  | 馬健   | 28歲 | 原住民，體育老師。                   |
| 廖家儀 | 翁秀子 | 24歲 |                                      |
| 蔡 閨  | 翁母   | 45歲 | 秀子母親。                           |
| 周明增 | 翁禧祿 | 50歲 | 秀子父親，商人，閩南人，會講客家話。 |
| 吳政迪 | 古阿明 | 10歲 | 客家小孩。                           |
| 黃湘婷 | 古茶妹 | 12歲 | 阿明的姊姊。                         |
| 朱陸豪 | 古石松 | 45歲 | 傳統的客家茶農。                     |
| 雷 洪  | 林長壽 | 48歲 | 村裡的大地主，為當地世襲的鄉紳。     |
| 夏靖庭 | 徐大木 | 50歲 | 教務主任。                           |
| 章永華 | 廖大年 | 60歲 | 校長。                               |
| 許家寶 | 周大山 | 11歲 | 原住民小孩。                         |
| 賴政鴻 | 林志鴻 | 10歲 | 雪芬的堂弟，林長壽鄉長的獨生子。     |

## 第42屆金鐘獎

### 入圍
戲劇節目女配角獎：黃湘婷

### 得獎
戲劇節目女配角獎：黃湘婷

## 影響
因電視劇版首播以來深受好評，收視也創下客家電視台開播記錄，近20年未執導電影的導演陳坤厚於2007年11月宣布重拍電影版《新魯冰花》。
2008年6月29日，導演陳坤厚在2008台北電影節系列活動之一「台灣電影新勢力」，首次放映《新魯冰花》。

## 外部連結
- 魯冰花官方網頁
- 行政院客家委員會出版品介紹